# Leapmotor C01
Leapmotor C01 — среднеразмерный электромобиль-седан и подзаряжаемый гибрид, производимый и продаваемый в Китае компанией Leapmotor с 2022 года.

## Описание
Leapmotor C01 базируется на той же платформе, что и Leapmotor C11. Коэффициент аэродинамического сопротивления составляет 0,226 кДж.
Автомобиль оснащается электродвигателями мощностью 200—400 кВт (268—536 л. с.) и крутящим моментом 360—720 Н⋅м. Все модели оснащены тройным аккумулятором с технологией CTC, которая позволяет интегрировать батарейный отсек с батарейным модулем и корпусом в кузова серийных автомобилей.
Ёмкость аккумулятора составляет 90 кВт⋅ч, а запас хода по циклу CLTC составляет 717 км. До 100 км/ч автомобиль разгоняется за 3,7 секунд.
Дизайн во многом имеет сходства с Leapmotor C11. Центральная консоль оснащена встроенным чипом Qualcomm SA 8155P. Размер сенсорного экрана 12,8 дюймов.

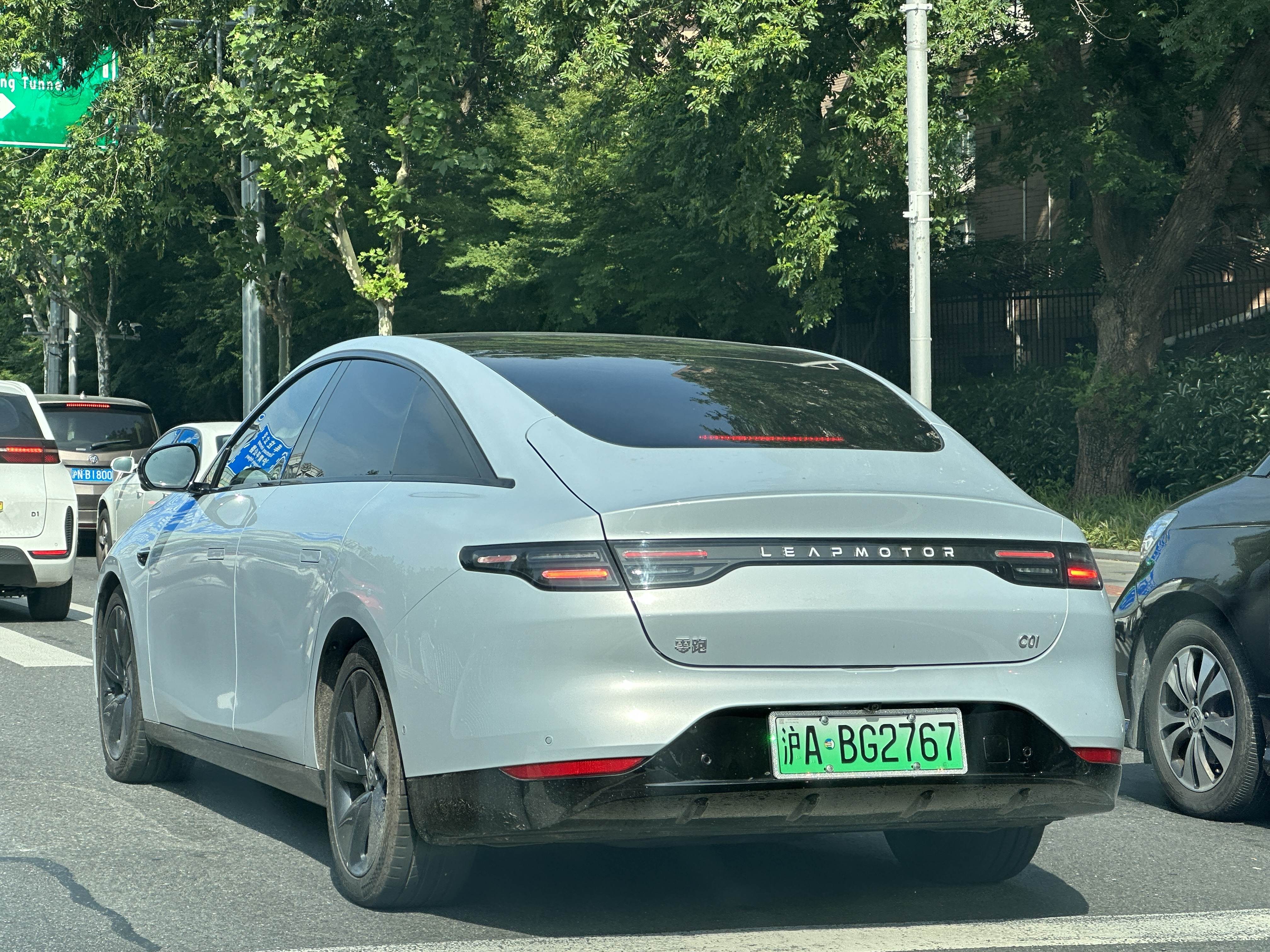
Вид сзади
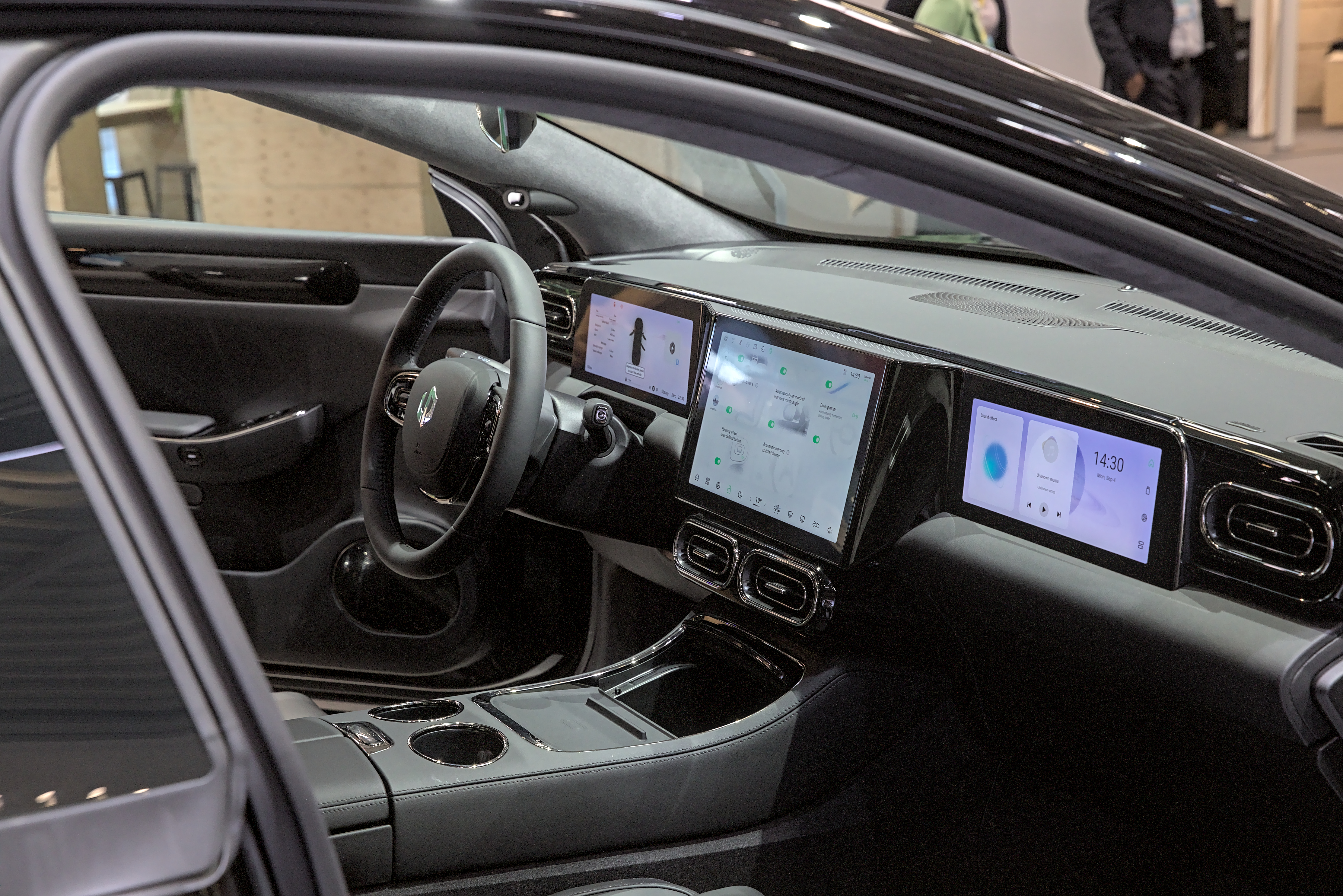
Интерьер
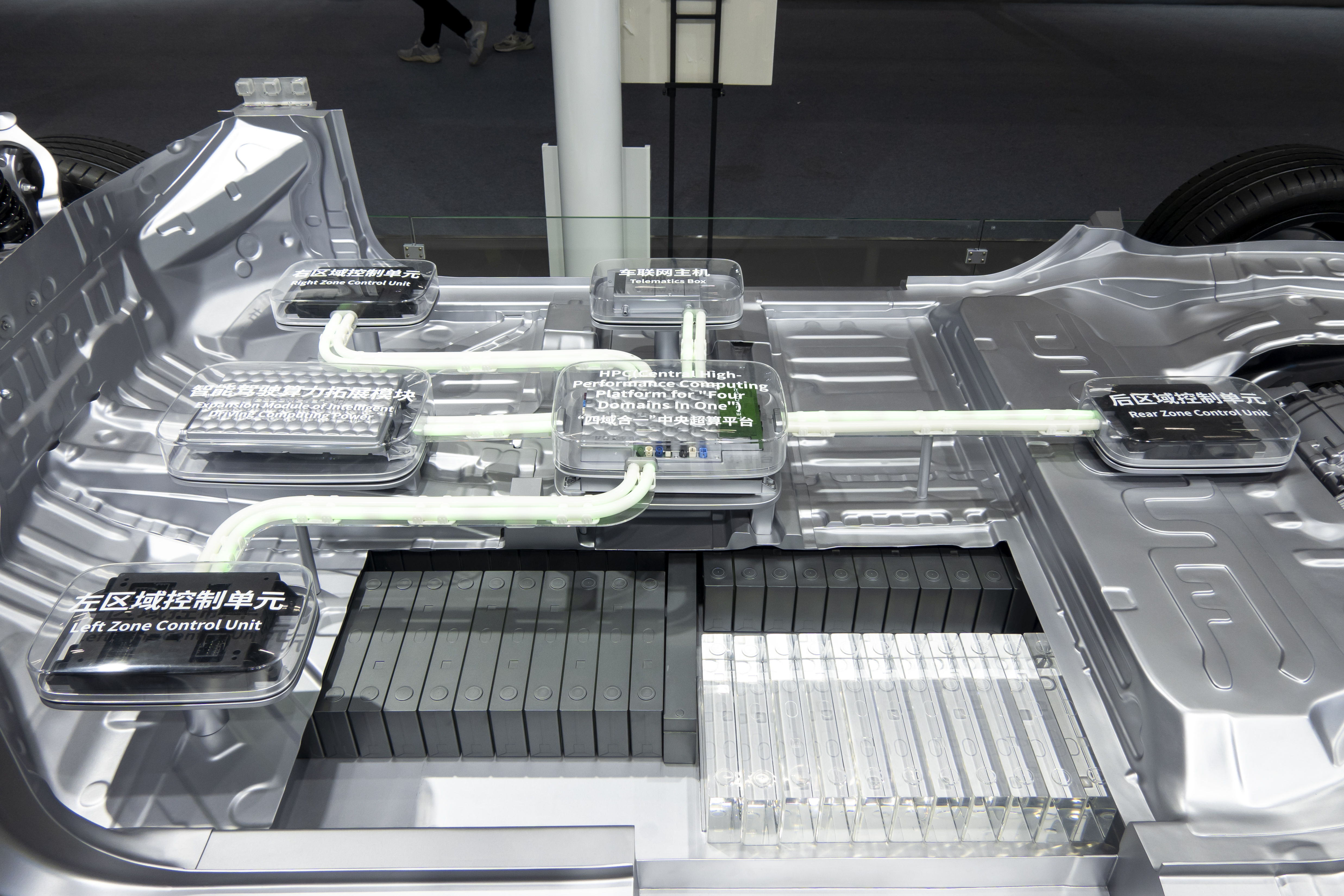
Платформа

## Leapmotor C01 EREV
Leapmotor C01 EREV выпускается с июля 2023 года. Он оснащён 1,5-литровым двигателем производства Seres Group мощностью 70 кВт.